# ミュロニデス
ミュロニデス（希: Μυρωνίδης、ラテン文字転記：Myronides、生没年不明）は紀元前5世紀のアテナイの将軍である。
ミュロニデスはカリアスの子である。第一次ペロポネソス戦争にて紀元前458年にコリントスが手薄になっているメガラに攻め込んだ時、アテナイはアイギナに展開していた軍を動かさず、老年隊（51歳から59歳）と若年隊（18歳から19歳）を動員してミュロニデス指揮の下に送った。ミュロニデス軍はコリントス軍と互角に戦い、陣地を固守し、両軍共に引き上げた。老人たちに嘲笑されたコリントス軍は12日後に戻ってきたが、ミュロニデス軍に敗れた。その時コリントス軍の多くは周りを溝で囲んだ袋小路の私有地に入り込んでしまい、ミュロニデス軍に包囲されて全滅させられた（メガラの戦い）。
紀元前457年のタナグラの戦いの62日後にミュロニデス率いるアテナイ軍はボイオティアに侵攻し、オイノフュタの戦いにてボイオティア軍を破った。そしてアテナイ軍はタナグラを落としてその城壁を崩し、ロクリスを屈服させて裕福な者100名を人質として受け取り、フォキスを服従させ、テッサリアへも進んだもののファルサロスを屈服させることはできなかった。しかし、オイノフュタの勝利によってボイオティアをアテナイの勢力下に置いた。それ以降のミュロニデスについては不明である。

## 註
1. ↑  トゥキュディデス, I. 105
2. ↑  ディオドロス, XI. 79
3. ↑  トゥキュディデス, I. 108
4. ↑  ディオドロス, XI. 81-83